# Značajni krajobraz
Značajni krajobraz, vrsta zaštićenog područja. U Hrvatskoj je jedna od devet vrsta zaštićenih područja. Namjena mu je zaštita krajobrazne vrijednosti i biološke raznolikosti ili kulturno-povijesne vrijednosti ili krajobraz očuvanih jedinstvenih obilježja, odmor i rekreacija. Razina upravljanja je županijska i općinska. Proglašava ga predstavničko tijelo nadležne jedinice područne (regionalne) samouprave.
Značajni krajobraz je prirodni ili kultivirani predjel velike krajobrazne vrijednosti i bioraznolikosti i/ili georaznolikosti ili krajobraz očuvanih jedinstvenih obilježja karakterističnih za pojedino područje. U značajnom krajobrazu dopušteni su zahvati i djelatnosti koje ne narušavaju obilježja zbog kojih je proglašen.
U Republici Hrvatskoj zaštićena su 82 značajna krajobraza.